# Aljoscha Zinflou
Aljoscha Zinflou, auch Aljoscha Sena Zinflou, bürgerlicher Name Aljoscha Wladimir Wilfried Sena (* 1979 in Bad Harzburg) ist ein deutscher Theater- und Filmschauspieler.

## Leben
Aljoscha Zinflou wuchs als Sohn der Lehrerin Veronika Zinflou und des Geologen Fellicissime Dominique Zinflou größtenteils in Eschweiler. auf. Er erlangte 1998 am Goethe-Gymnasium in Stolberg das Abitur. Von 2003 bis 2006 studierte er Schauspiel an der Hochschule für Musik und Darstellende Kunst in Frankfurt am Main. Ein erstes Gastengagement führte ihn 2005 an das Deutsche Schauspielhaus in Hamburg, wo er in einer Produktion des Jungen Schauspielhauses eine Rolle übernahm. Weitere Gastspiele folgten unter anderem am Theater Baden-Baden, Landestheater Linz, Theater Oberhausen, Schauspielhaus Bochum, Theater Bonn sowie bei den Salzburger Festspielen.

## Theater (Auswahl)
- 2005: Kodjo in Moeder Afrika von Ad de Bont, Regie: Klaus Schuhmacher, Deutsches Schauspielhaus Hamburg[2]
- 2006: Gbatokai in Das Fest von Thomas Vinterberg, Regie: Claudia Brier, Theater Baden-Baden
- 2007: Jakob in La Cage aux Folles von Herman/Fierstein, Regie: Carl M. Sibelius, Landestheater Linz
- 2007: living apart together von Raman Zaya, Schule der Sensibiltät, Performative Lesung von Dieter Heitkamp, Mousonturm Frankfurt
- 2008: Vakuum im Ozean von Raman Zaya, Mousonturm Frankfurt
- 2008: Harper Regan von Simon Stephens, Regie: Ramin Gray, Salzburger Festspiele[3] & Schauspielhaus Hamburg
- 2009: King A, von Inez Derksen, Regie: Corinna Sommerhäuser, Theater Oberhausen
- 2010: Jim Knopf und Lukas der Lokomotivführer von Michael Ende, Regie: Katja Lauken, Schauspielhaus Bochum
- 2010: Papa muss essen, Szenische Lesung im Rahmen des Festivals africologne, Theater im Bauturm Köln
- 2011: Dede in Über die Grenze ist es nur ein Schritt von Michael Müller, Regie: Johan Heß, Deutsches Schauspielhaus Hamburg
- 2022: Löwenherzen von Nino Haratischwili Regie: Hanna Müller, Theater Bonn[4]

## Filmografie
- 2007: Weltraumromanze. Kurzfilm, Regie: Guido Preuß
- 2008: Kommissarin Lucas – Der schwarze Mann, Regie: Christiane Balthasar
- 2010: Reise ohne Rückkehr – Endstation Frankfurter Flughafen. Dokumentar-Kurzfilm, Regie: Güclü Yaman

## Hörspiele (Auswahl)
- 2005: Saša Stanišić: Debüt der Meisterklasse (The Artist’s Corner): Träum! Traum. Traumata: – Regie: Marlene Breuer (Original-Hörspiel – HR/Hochschule für Musik und Darstellende Kunst Frankfurt am Main)[5]